# William Bowie (Fußballspieler)
William Bowie (* 31. Dezember 1869 in Govan; † 9. Juni 1934 ebenda) war ein schottischer Fußballspieler. 

## Karriere
William Bowie spielte in seiner aktiven Fußballkarriere für die schottischen Vereine FC Linthouse und FC Clyde aus Glasgow. Nachdem Bowie seine Laufbahn bei Linthouse begonnen hatte, spielte er bis zur Mitte der 1890er für Clyde, um danach wieder an seine alte Wirkungsstätte zurückzukehren.
Am 28. März 1891 absolvierte Bowie ein Länderspiel für die schottische Fußballnationalmannschaft während der British Home Championship 1890/91 gegen die Auswahl von Irland im Celtic Park von Glasgow.